# Алпайн-слалом
Алпайн-слалом (алпайн-слалом на роликовых коньках) — это одна из дисциплин роллер-спорта. Согласно заявлениям организаторов соревнований, она достаточно близка к специальному слалому в горных лыжах.
Алпайн-слалом — одна из дисциплин Международной федерации роллер-спорта WorldSkate. С 2004 года ежегодно проводится около 15-20 соревнований в год. Соревнования аналогичны Кубку мира по горным лыжам. Некоторые из этих соревнований проходят под эгидой Этапа Кубка Мира.
Ежегодно проводится Чемпионат и Первенство Европы и Чемпионат и Первенство мира по алпайн–слалому. В 2019 году Чемпионат мира будет проходить в Барселоне (Испания), Чемпионат Европы – в Бильбао (Испания).

## Правила
На сегодняшний день международные правила разрешают проводить тренировки и официальные соревнования только на асфальтированной поверхности, имеющей уклон вниз. Спортсмен должен пройти спуск по склону, размеченному воротами (вешками с шарнирным механизмом), на роликовых коньках, держа в руках палки, аналогичные тем, которые используются в горных лыжах. Во время прохождения трассы спортсмен обязан проехать через все ворота; за пропуск ворот или пересечение их только одним роликовым коньком спортсмен снимается с соревнований.
Результат определяется по сумме времени, показанного в двух спусках на двух различных трассах. Победителем считается спортсмен, чья сумма времен наименьшая.

## Количество участников
По данным Worldskate, с 2004 года в дисциплине наблюдается рост числа спортсменов. В 2017 году на этапах кубка Мира принимали участие более 2000 спортсменов.